# 戴维·詹森 (1961年)
戴维·亨利·詹森（英語：David Henry Jensen，1961年5月3日—），美国前男子冰球运动员，司职后卫。他曾代表美国国家队参加1984年冬季奥林匹克运动会冰球比赛，获得第七名。